# Class of 1984
Class of 1984 es una película de acción y suspense canadiense de 1982, dirigida por Mark L. Lester.

## Argumento
En un futuro cercano, un joven profesor de música, Andy Norris, se enfrenta a una pandilla de jóvenes extremistas sin control liderada por uno de sus alumnos, Peter Stegman. El primero trata de domar a los adolescentes violentos. Un estudiante se suicida bajo la influencia de drogas. Norris sabe que la droga era vendida por Stegman, pero el testigo adolescente, Arthur, se niega a hablar. Pronto Norris sufre las presiones y amenazas por parte de adolescentes rebeldes, especialmente después de negarse Stegman a entrar a su orquesta, a pesar de sus cualidades musicales. La relación entre el profesor y el alumno llegan pronto al punto de no retorno.

## Reparto
- Perry King: Andrew Norris
- Merrie Lynn Ross: Diane Norris
- Timothy Van Patten: Peter Stegman
- Roddy McDowall: Terry Corrigan
- Stefan Arngrim: Drugstore
- Michael J. Fox: Arthur
- Keith Knight: Barnyard
- Lisa Langlois: Patsy
- Neil Clifford: Fallon
- Al Waxman: Detective Stewiski
- Erin Flannery: Deneen
- David Gardner: Morganthau
- Steve Pernie: Rejack
- Robert Reece: Leroy
- Joseph Kelly: Jimmy

### Doblaje - Venezuela
- José Manuel Vieira: Andrew Norris
- Lilo Schmid: Diane Norris
- Juan Guzmán: Peter Stegman
- Luis Miguel Pérez: Terry Corrigan
- Jesús Hernández: Drugstore
- Johnny Torres: Arthur
- Rolman Bastidas: Barnyard
- Yensi Rivero: Patsy
- David Silva: Fallon
- Carlos Vitale: Detective Stewiski

### Doblaje - España
- Luis Porcar: Andrew Norris
- Ana María Simón: Diane Norris
- Javier Dotú: Peter Stegman
- Carlos Revilla: Terry Corrigan
- Juan Antonio Hernández: Drugstore
- Luis Reina: Arthur
- José Moratalla: Barnyard
- Ana Ángeles García: Patsy
- Eduardo Jover: Fallon
- José Ángel Juanes: Detective Stewiski

## Producción y Comentarios
Clase de 1984 evoca un futuro próximo donde los jóvenes punk tienen más barreras, pensamos en La naranja mecánica, Escape from New York y muchas otras películas de la década de 1970 que expresan temores similares. Pero no es ante todo una película de la enseñanza de la ansiedad ", que en algunos aspectos incluso cayó justo (unos años más tarde, muchas escuelas secundarias estadounidenses estaban equipados con detectores de metales en realidad a la entrada). Clase de 1984 es una de las primeras películas de este tipo (le siguen El sustituto, Battle Royale y muchas otras) un estreno de película de culto, y esto le hizo Tous ces films, todas estas películas, y la acción de Clase de 1984, perderá la parte polémica de explotar el "potencial" película de acción!. La película también se hace eco de Blackboard Jungle, una de las primeras películas sobre la violencia en el sistema educativo.

## Controversia
La violencia de la película causó un gran escándalo en Francia, cuando fue lanzada en 1982, siendo prohibida su exhibición a menores de 18 años en muchas salas de cine.
Irónicamente, cuando se emitió en la televisión en el año 1988, se hizo en horario estelar.

## Crítica
Partiendo de la película, una advertencia puede resumirse de la siguiente manera: La película está basada en hechos reales, aunque algunas escuelas son un reflejo de que en los Estados Unidos.  Desafortunadamente, no hay ningún documento (DVD extra, Making Of, etc) nos puede mostrar lo que es real y qué es la naturaleza de la ficción. Recuerde que las películas de la década de 1980 son desde la perspectiva de las películas de venganza, donde la justicia por mano propia es muy común.

## Curiosidades
- La filmación tuvo lugar en Toronto .
- La película dio lugar a dos secuelas que retratan el problema de disciplina en las escuelas: Clase de 1999 (1990) y Clase de 1999 Parte 2 (1994).

## Soundtrack
- "I Am the Future"-Alice Cooper
- "Fresh Flesh"-Fear
- "Let's Have a War"-Fear
- "Ain't Got No Sense"-Teenage Head
- "Stegman's Concerto"-Timothy Van Patten
- "Suburbanite"-Jeffrey Baxter
- "You Better Not Step Out of Line"-Randall Bramlett
- "Alimony"-Teenage Head

## Honores
- Nombramiento en el Saturn Award a la Mejor Película y Mejor Actor de Roddy McDowall, por la Academia de Ciencia ficción, fantasía y horror en 1983.